# Сизиф
Сизи́ф (точнее Сиси́ф, др.-греч. Σίσυφος) — в древнегреческой мифологии строитель и царь Коринфа, после смерти приговорённый богами катить на гору в Тартаре тяжёлый камень, который, едва достигнув вершины, раз за разом скатывался вниз.
Отсюда выражение «сизифов труд», означающее тяжёлую, бесконечную, безрезультатную работу и муки.
Согласно Гомеру — мудрый, порочный и корыстолюбивый человек. Первый воспользовавшийся корыстолюбием и обманом (среди эллинов).

## Миф
Сохранились разные варианты мифов, дающие объяснения причин столь тяжёлой кары, постигшей Сизифа (разглашение тайн богов, многочисленные ограбления путешественников, похищение и заточение бога смерти Танатоса и другое). Алкей и Феогнид упоминают, что он пытался обмануть смерть, но безуспешно.
В передаче доктора исторических наук Е. Г. Рабинович: «обмануть смерть и так воспрепятствовать нисхождению душ в преисподнюю и соответственно смене поколений».

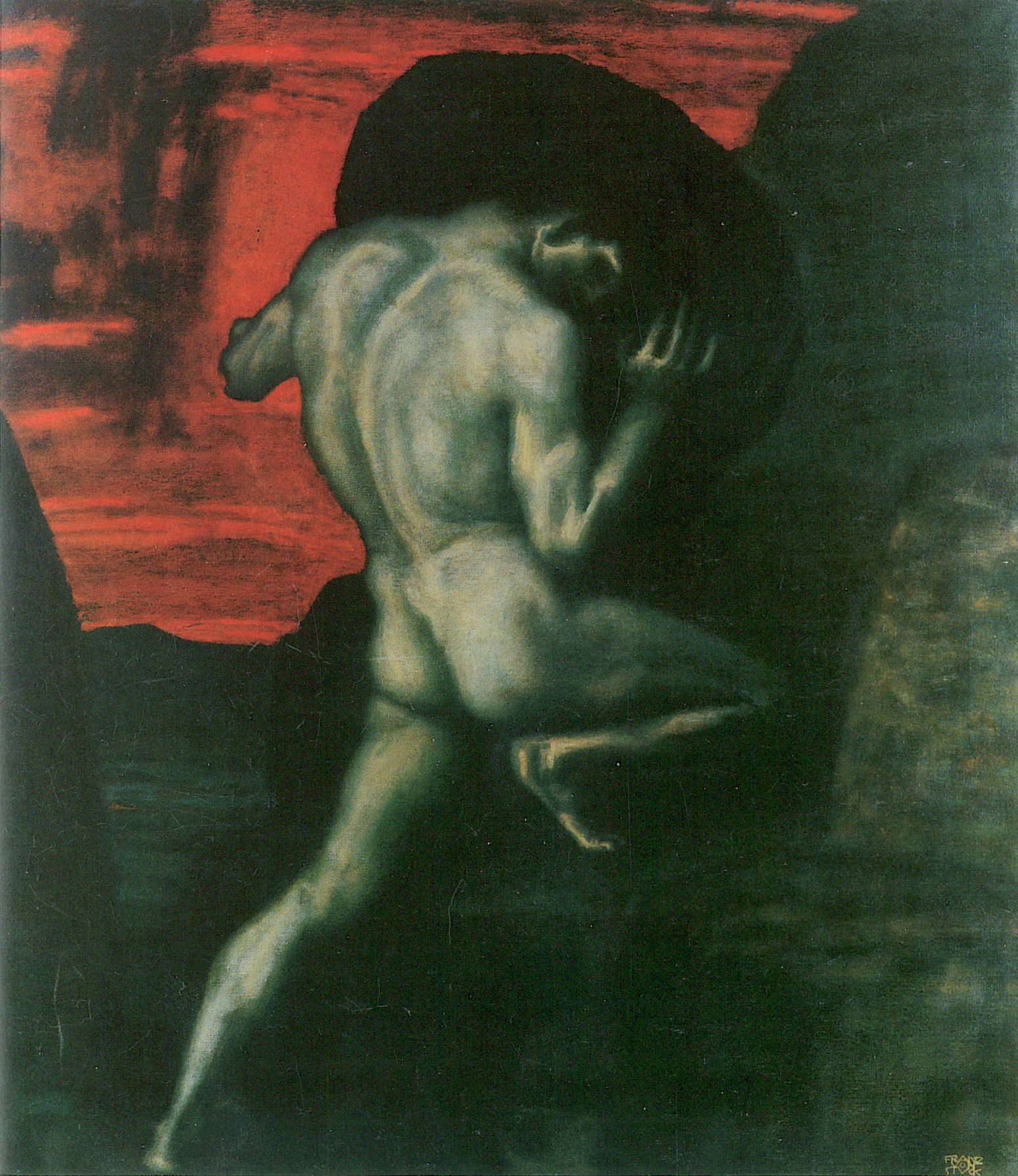
Франц фон Штук. Сизиф

Сизиф — сын Эола и Энареты. Основал город Эфиру (древнее название Коринфа). Женился на плеяде Меропе, дочери Атланта. Их сыновья: Главк, Орнитион, Ферсандр и Альм. Согласно поэме Евмела, получил власть в Эфире (Коринфе) от Медеи.
По одному рассказу, наказанию в Аиде подвергнут из-за Эгины, дочери Асопа. Когда Асоп разыскивал её, Сизиф согласился сообщить, что её похитил Зевс, — при условии, что Асоп даст ему воду в Акрокоринф.
По другой версии, враждовал с братом Салмонеем и по предсказанию Аполлона изнасиловал Тиро, которая родила двух детей, которые должны были отомстить Салмонею. Узнав об этом, Тиро убила их. За это нечестие Сизиф наказан в Аиде.

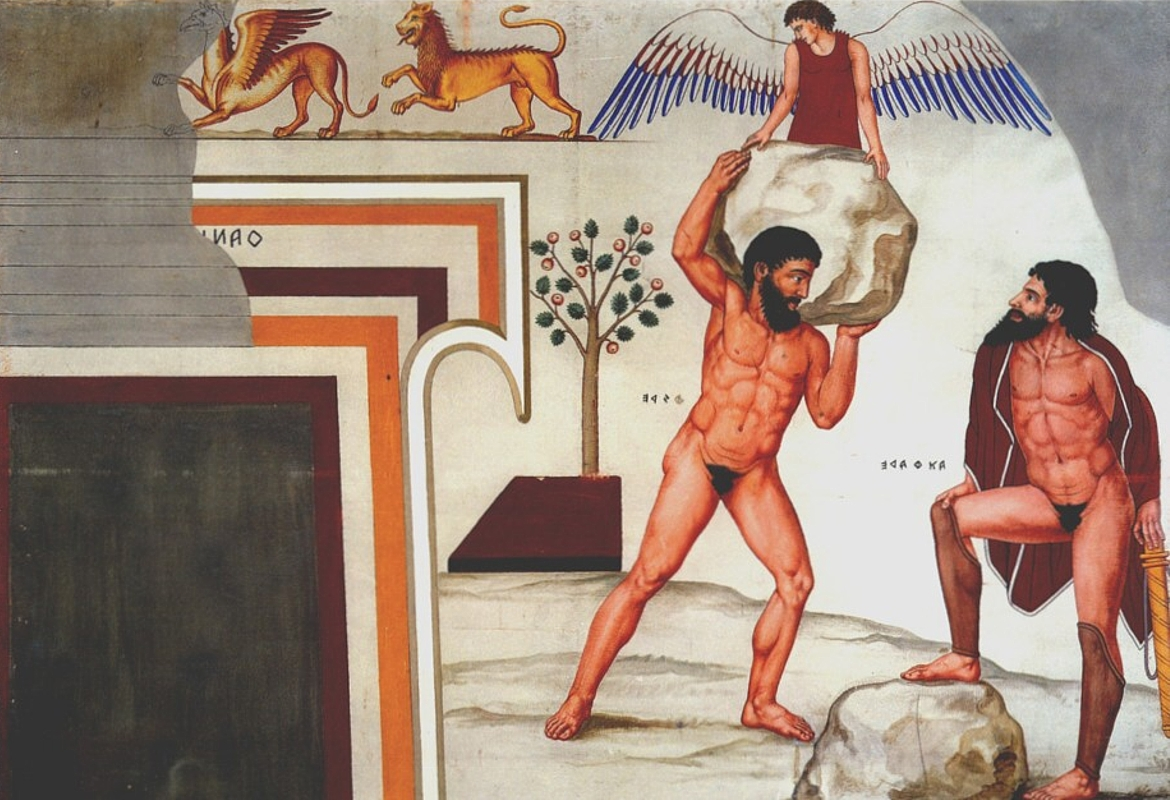
Сизиф и Амфиарай, копия фрески из Вульчи, выполненной в IV веке до нашей эры

Наиболее распространена версия мифа, в которой Сизиф обманом заковывает бога смерти Танатоса и держит его в плену. По другой версии, обманул и заковал в цепи самого Аида. В отсутствие Танатоса люди перестают умирать. Боги обеспокоены сложившимся положением, и по прошествии нескольких лет Арес, бог войны, освобождает бога смерти. Танатос исторгает душу Сизифа и отводит её в царство теней умерших.
Но и тут сумел Сизиф обмануть богов. Он запретил своей жене совершать после своей смерти погребальные обряды. Аид и Персефона, не дождавшись погребальных жертв, разрешили Сизифу вернуться ненадолго на землю — наказать жену за нарушение священных обычаев и велеть ей устроить подобающие похороны и жертвоприношения.
Сизиф не вернулся в царство Аида. Он остался в пышном дворце пировать и радоваться тому, что единственный из всех смертных сумел вернуться из мрачного царства теней.
Прошло несколько лет, до тех пор, пока отсутствие Сизифа в царстве мёртвых не было обнаружено. За хитрецом пришлось посылать Гермеса.
За проступки при жизни (до и после смерти) боги приговорили Сизифа к наказанию — вечно вкатывать на гору тяжёлый камень, который скатывался опять вниз, а он должен был его возвращать вверх на прежнее место.

## Образ Сизифа
В Аиде выполняет работу. Изображён в Аиде на картине Полигнота в Дельфах, вкатывает камень. Его могила на Истме известна немногим. У подножья Пирены находился Сисифей с развалинами святилища или дворца.
Действующее лицо сатировских драм Эсхила «Феоры, или Истмийские состязания» (фр. 78—79 Радт), «Сизиф-беглец» (фр. 225—230 Радт) и «Сизиф-камнекат» (фр. 233 Радт), пьесы Софокла «Сизиф» (не дошло ни одной строки), сатировской драмы Еврипида и пьесы Крития с тем же названием.
Образ Сизифа получил отражение в литературе нового времени (А. Камю, Р. Мерль) и изобразительном искусстве (Тициан).
Так, у Камю Сизиф — это человек, который поднялся над бессмысленностью своего существования, который в этой бессмысленности обрёл свой смысл и свою гордость.